# محجر العين
الحَجَاجُ أو المَحْجَر أو الوَقَب (بالإنجليزية: Orbit)‏ تجويف عظمي يحوي العين وملحقاتها من أوعية وأعصاب وعضلات، بالإضافة لذلك يحوي جوف الحجاج حفرة تتوضع فيها الغدة الدمعية تدعى: حفرة الغدة الدمعية في الأعلى والوحشي. يتشكل تجويف الحجاج من اجتماع سبعة عظام على شكل هرم، هي: الوتدي، الدمعي، الغربالي، الوجني، الجبهي، الحنكي، الفكي العلوي.

## صور إضافية

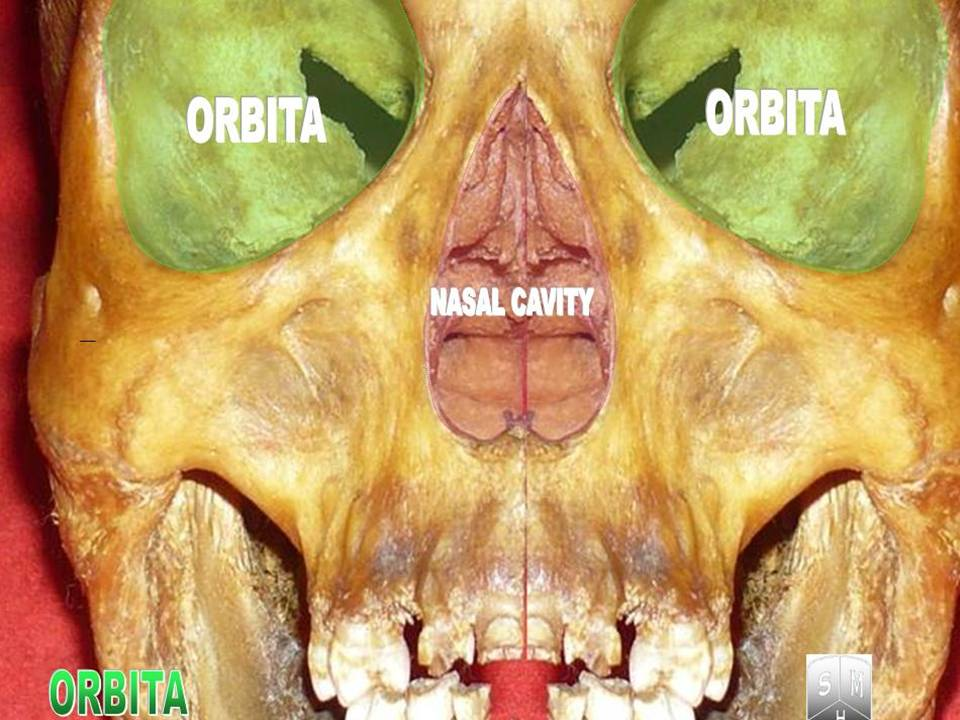
المحجر
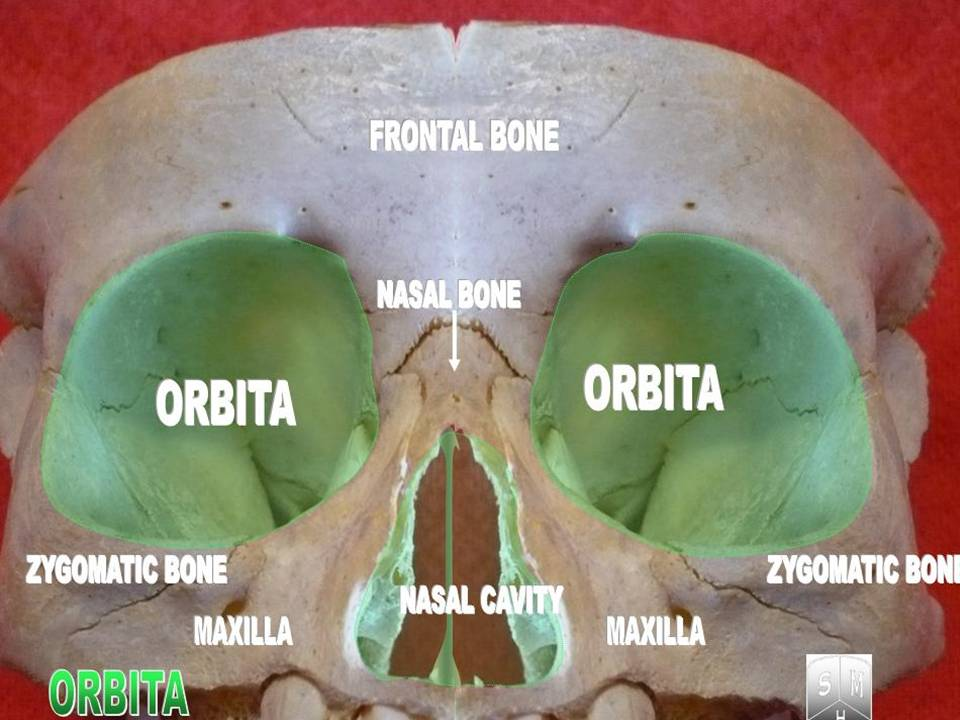
المحجر
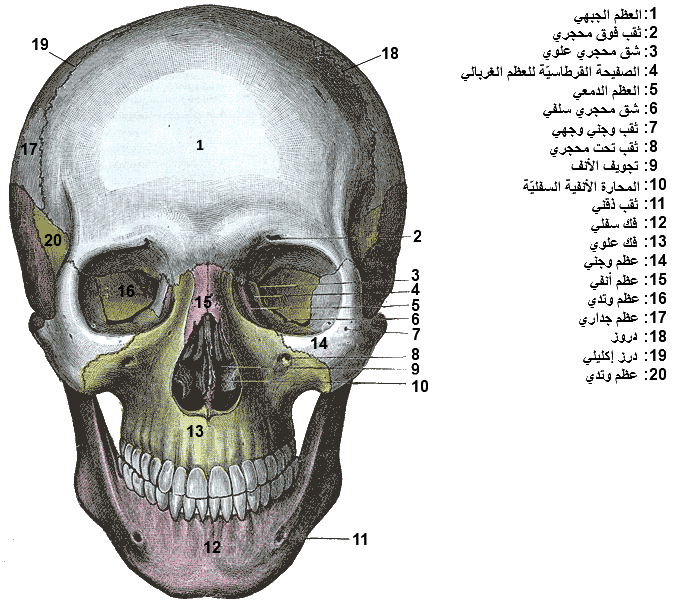
الجمجمة من الأمام
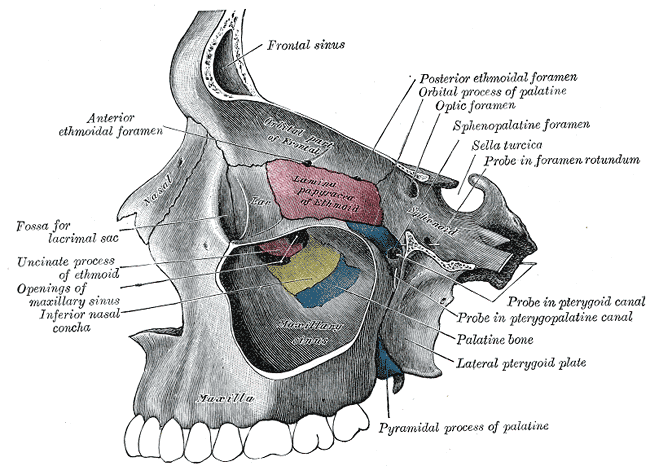
الجانب الوسطي للمحجر الأيسر
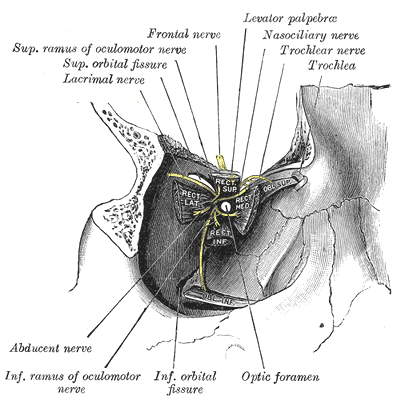
تشريح يظهر منشأ العضلات العينية اليمنى، والأعصاب الداخلة للشق المحجري العلوي
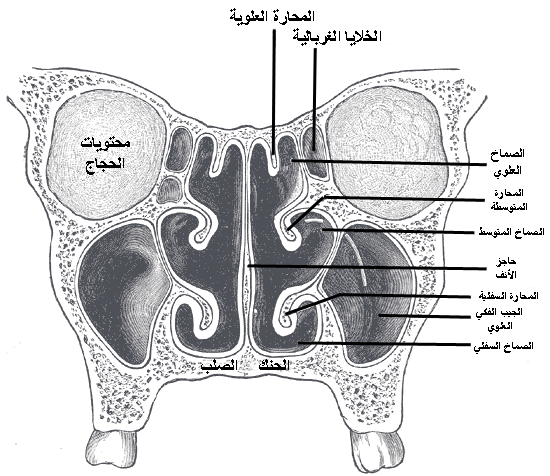
مقطع إكليلي في التجاويف الأنفية
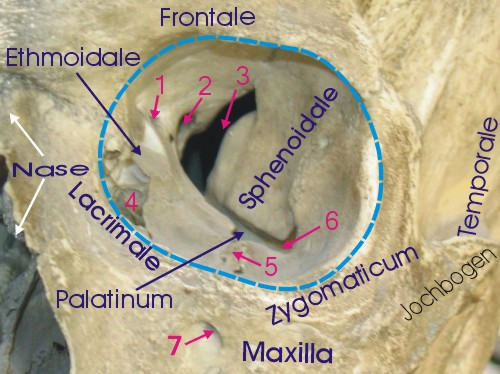
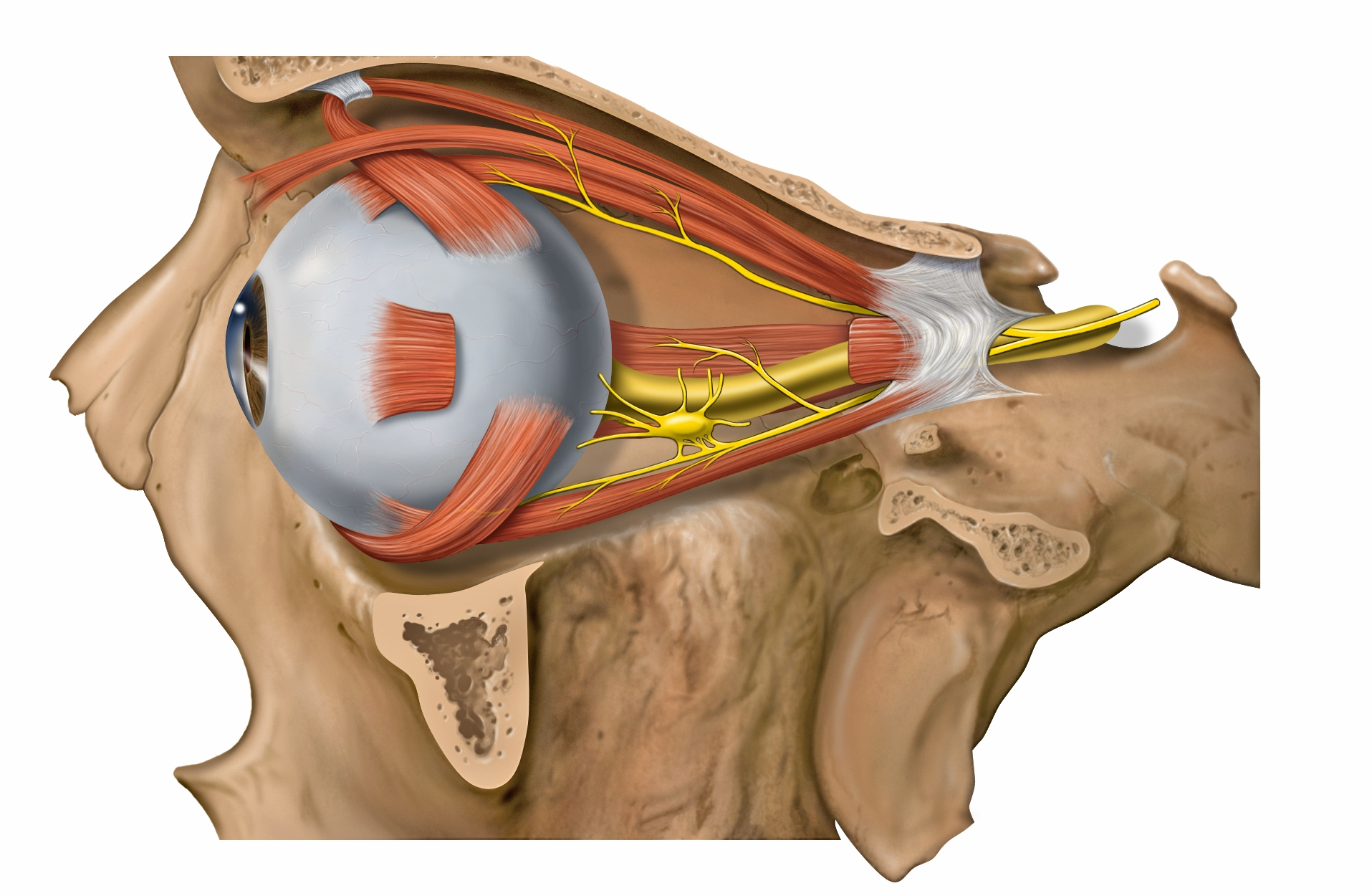
أعصاب المحجر الجانبية
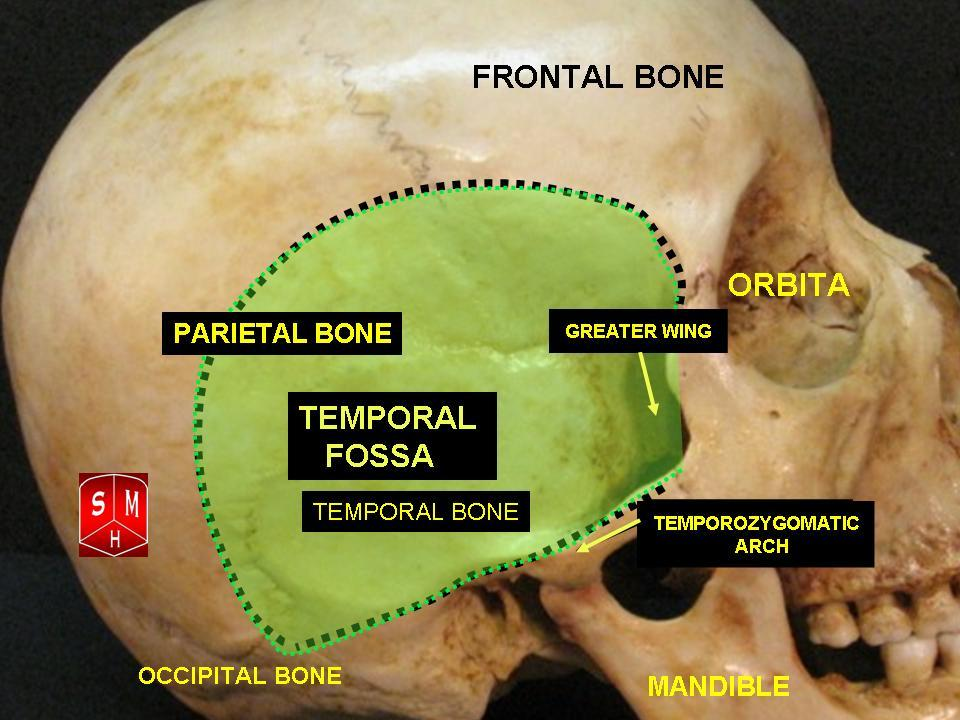
تجويف المحجر
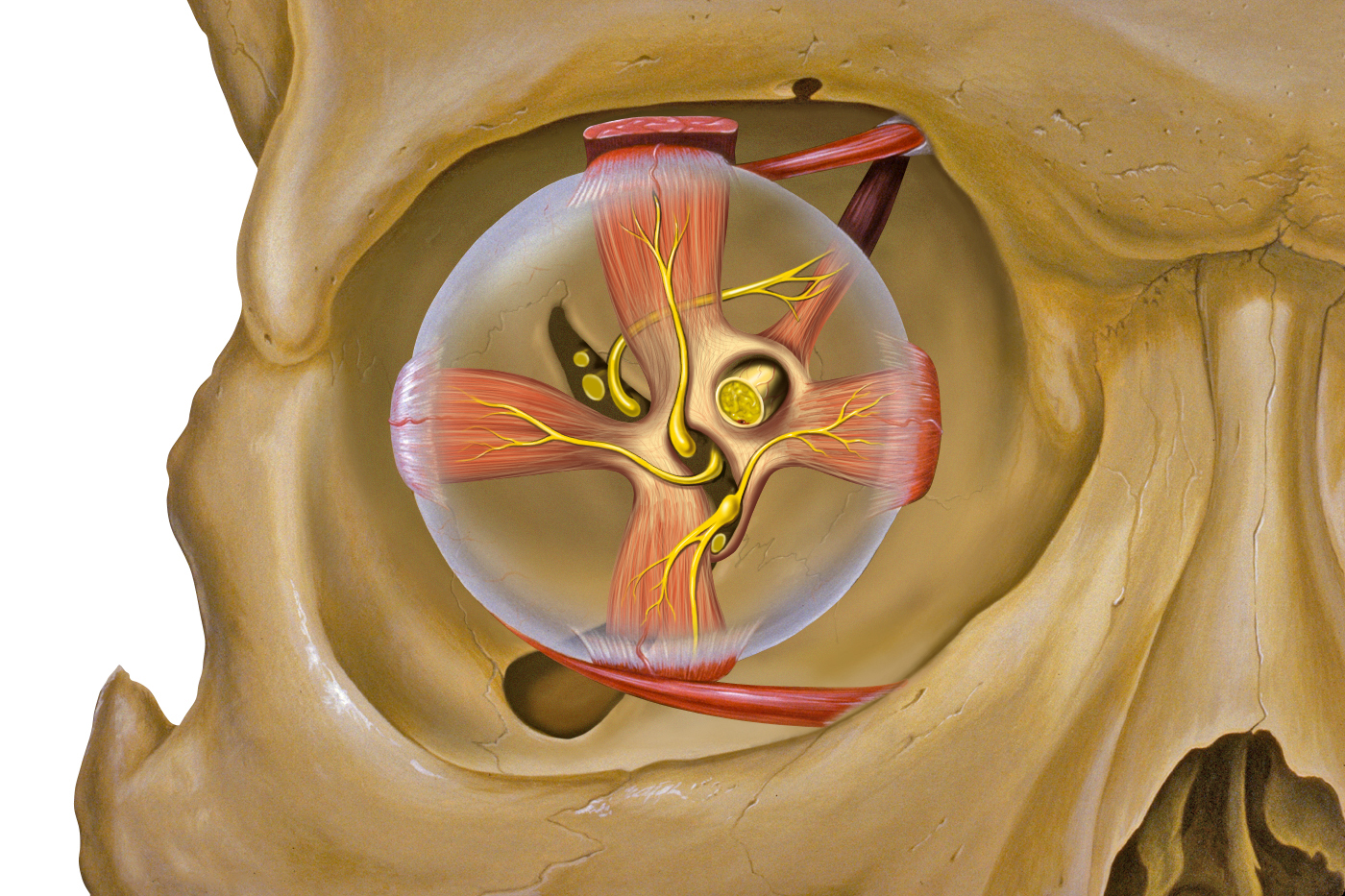
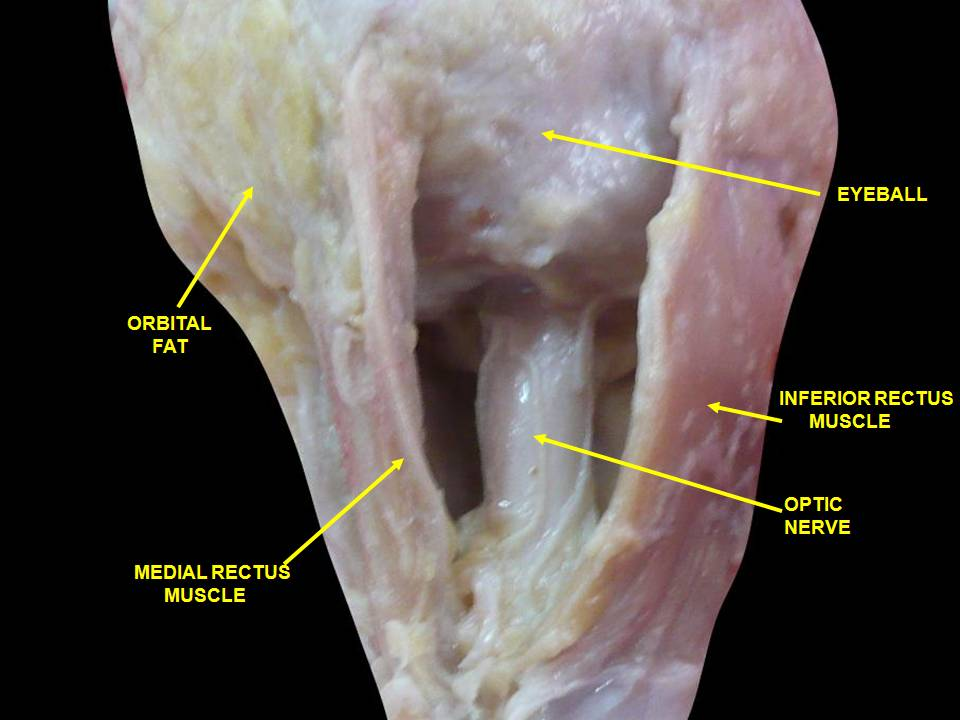
عضلة العين الخارجية. أعصاب المحجر. تشريح عميق.
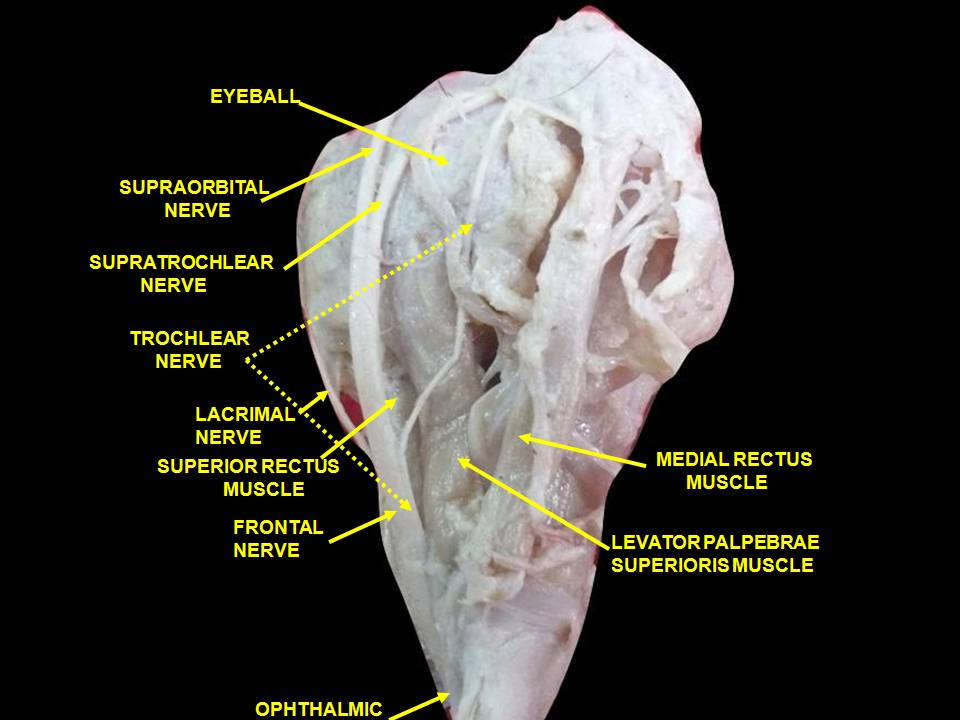
عضلة العين الخارجية. أعصاب المحجر. تشريح عميق.
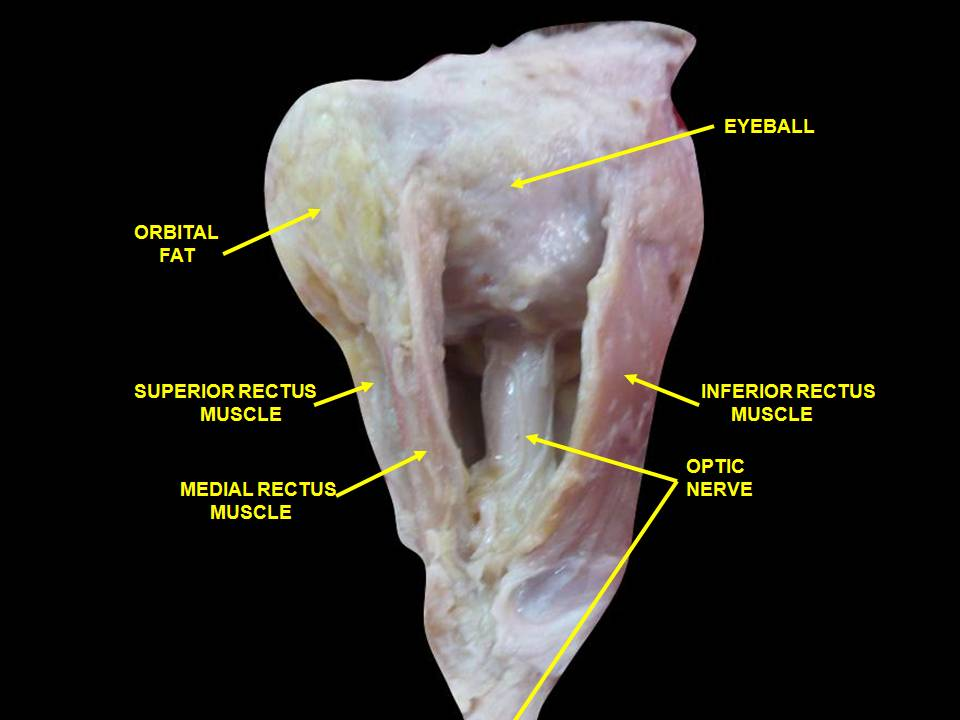
عضلة العين الخارجية. أعصاب المحجر. تشريح عميق.
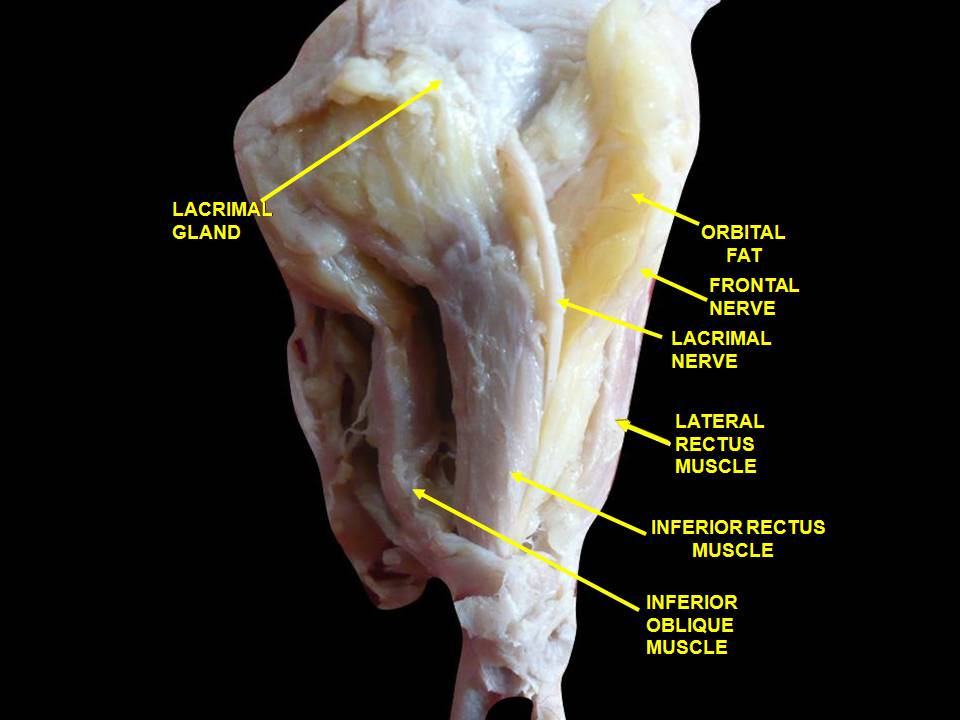
عضلة العين الخارجية. أعصاب المحجر. تشريح عميق.
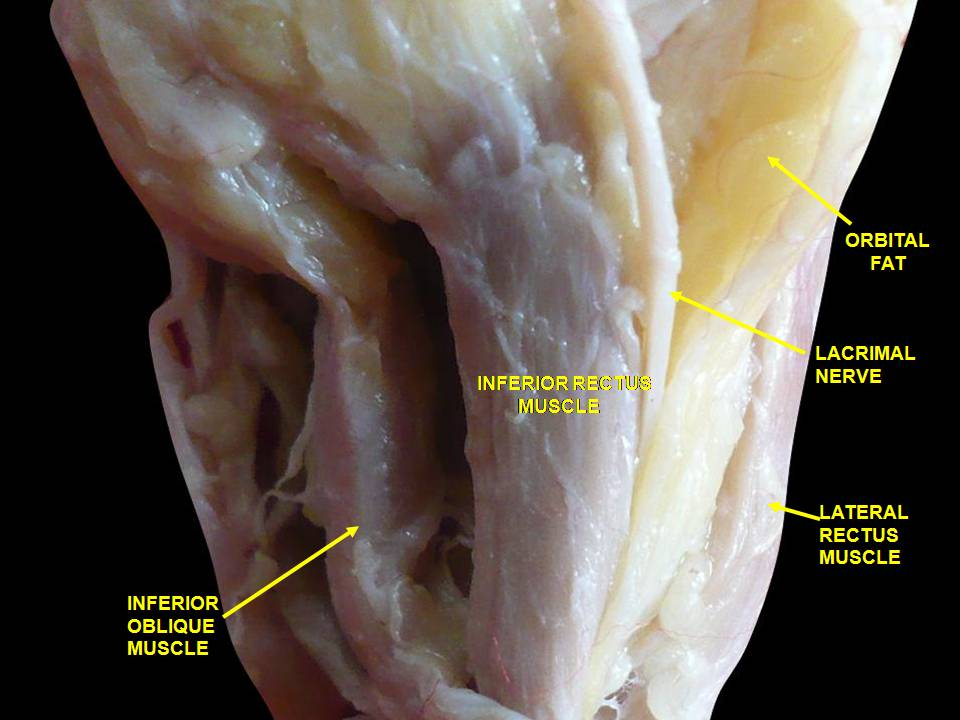
عضلة العين الخارجية. أعصاب المحجر. تشريح عميق.

## روابط خارجية
- oph/2 في موقع إي ميديسين – "Arterial Supply, Orbit"
- صور تشريحية:29:os-0501 في مركز داونستيت الطبي التابع لجامعة نيويورك
- أطلس تشريح جامعة ميشيغان eye_5
- أطلس تشريح جامعة ميشيغان rsa2p4
- Interactive tutorial at anatome.ncl.ac.uk